# Piräus (Regionalbezirk)
Der Regionalbezirk Piräus (griechisch Περιφερειακή Ενότητα Πειραιώς Periferiakí Enótita Pireós) ist einer von acht Regionalbezirken der griechischen Region Attika. Er wurde anlässlich der Verwaltungsreform 2010 aus dem Festlandsgebiet auf der Halbinsel Attika des ehemaligen Präfekturbezirks Piräus gebildet. Proportional zu seinen 448.051 Einwohnern entsendet das Gebiet zehn Abgeordnete in den attischen Regionalrat, hat aber keine weitere politische Bedeutung als Gebietskörperschaft.
| Name                                                  | griechischer Name                                                    | Code | Fläche (km²) | Einwohner 2011 | Einwohner 2021 | Lage |  |
| ----------------------------------------------------- | -------------------------------------------------------------------- | ---- | ------------ | -------------- | -------------- | ---- |  |
| Piräus                                                | Δήμος Πειραιώς (Dímos Pireós)                                        | 5101 | 11,193       | 163.688        | 168.151        |      |  |
| Keratsini-Drapetsona                                  | Δήμος Κερατσινίου-Δραπετσώνας (Dímos Keratsiníou-Drapetsónas)        | 5102 | 9,582        | 91.045         | 89.536         |      |  |
| Korydallos                                            | Δήμος Κορυδαλλού (Dímos Korydalloú)                                  | 5103 | 4,435        | 63.445         | 61.248         |      |  |
| Nikea-Agios Ioannis Rendis                            | Δήμος Νίκαιας-Αγίου Ιωάννου Ρέντη (Dímos Níkeas-Agíou Ioánnou Réndi) | 5104 | 11,196       | 105.430        | 103.488        |      |  |
| Perama                                                | Δήμος Περάματος (Dímos Perámatos)                                    | 5105 | 14,890       | 25.389         | 25.628         |      |  |
| Regionalbezirk Piräus (Περιφερειακή Ενότητα Πειραιώς) | Regionalbezirk Piräus (Περιφερειακή Ενότητα Πειραιώς)                | 51   | 51,296       | 448.997        | 448.051        |      |  |